# ウリチ
ウリチ族（ウリチ語: нани、ロシア語: ульчи 、英語 Ulch）は、ツングース系民族の一つで、主にロシア連邦のアムール川下流域（ハバロフスク地方ウリチ地区）に居住する。ナーニ（Naani）、オルチャ（Olcha）、マングン（Mangun）などの呼称でも呼ばれる。山丹交易で知られる山丹人はウリチに推定されている。現在は一部がロシア人との混血が進んでいる。

## 概要

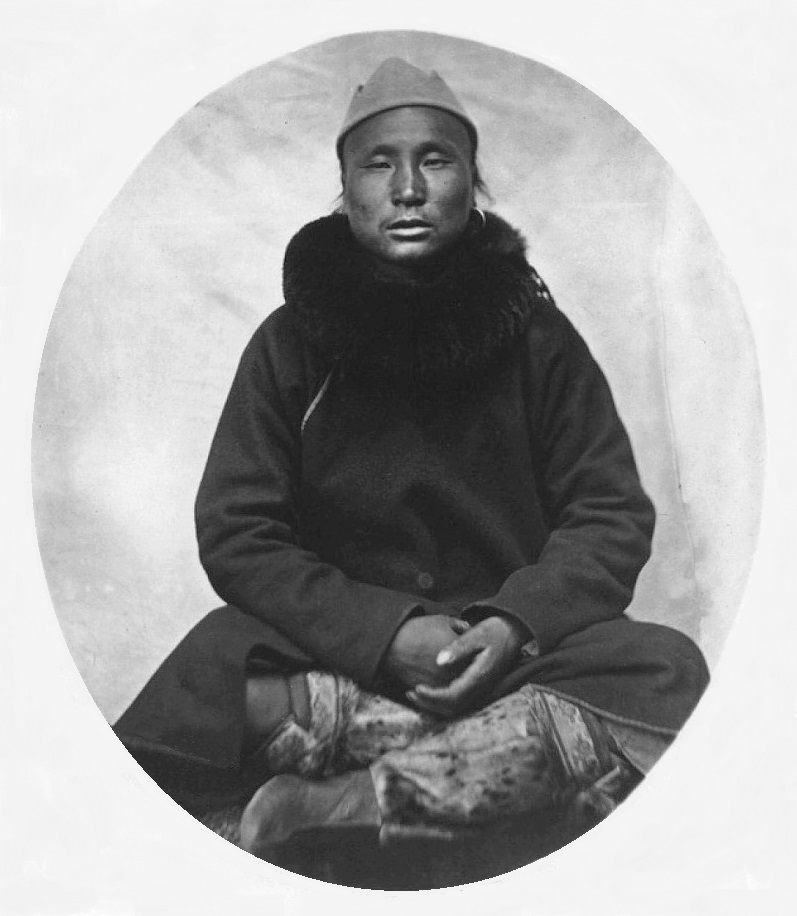
ウリチの男性（1960-70年代）

ウリチはアムール川最下流に居住するニヴフ、上流のウスリー川の合流地点などに住むナナイに挟まれる形でアムール川下流域に居住しており、他にも北でネギダールと、南でオロチと接している。
1989年の人口調査では約3200人がロシア国内に居住するが、その30％ほどのみがウリチ語を母語とする。ウリチ語は南部ツングース諸語に属しており、特にナナイ語の下流方言・ウィルタ語との共通性が高い。
主な生業は漁労であり、チョウザメやコイをかぎ針、網などを用いて採集する。狩猟は二次的な生業であり、冬期に食用としてクマを、毛皮用にテンやリスを狩猟する。ロシア人の進出によって現代ではジャガイモを中心とした農業、牛・豚の飼育も行われており、生活様式がロシア化している。

## 山丹交易
間宮林蔵が記録した山丹人の自称「マンゴー」とウリチの呼称の一つ「マングン」が一致すること（正確な形は「マングーニ（Manguni,アムール川の人々の意）」と推定されている）、山丹人の居住地が概ね現代のウリチの居住地域と一致することなどから、ウリチは日本語史料に登場する山丹人であると推定されている。
一方、清朝の史料ではアムール川最下流の集団をフィヤカ（ニヴフに比定）、その上流の集団をヘジェ（ナナイに比定）と呼んでおりウリチ（山丹人）にあたる集団が存在しない。しかし、清朝における「ヘジェフィヤカ」（満洲語: ᡥᡝᠵᡝ
ᡶ᠋ᡳ᠍ᠶᠠᡴᠠ, heje fiyaka）はアムール川下流域一帯の住民の代名詞という意味合いが強く、ウリチ（山丹人）はヘジェとフィヤカ両方にまたがる形で居住していたと考えられる。
清朝の辺民制度に入ったアムール川下流域の氏族の内、キジン姓、ハルグン姓、ウディル姓、ロンキル姓などは現代のウリチにあたる氏族であったと推定されている。また、トゥメリル姓、ガキラ姓、チャイセラ姓、ブルガル姓などはナナイとウリチの境界地帯に居住しており、一概に帰属を決めるのが難しい両者の中間氏族と考えられる。

## 遺伝子
ウリチは他のツングース系民族と同様、ハプログループC2 (Y染色体)が高頻度であり、69％見られる。